# اوک گروو (کنتاکی)
اوک گروو (به انگلیسی: Oak Grove) شهری در ایالت کنتاکی کشور ایالات متحده آمریکا است که جمعیت آن در سرشماری سال ۲۰۱۰ میلادی، ۷٬۴۸۹ نفر بوده‌است.